# 24480 Glavin
24480 Glavin este un asteroid din centura principală de asteroizi.

## Descriere
24480 Glavin este un asteroid din centura principală de asteroizi. A fost descoperit pe 19 noiembrie 2000 la Stația Anderson Mesa în cadrul programului LONEOS. Asteroidul prezintă o orbită caracterizată de o semiaxă mare de 2,77 ua, o excentricitate de 0,04 și o înclinație de 11,2° în raport cu ecliptica.